# Polnisch-san-marinesische Beziehungen
Polnisch-san-marinesische Beziehungen sind die außenpolitischen Beziehungen zwischen Polen und San Marino. 
Beide Staaten nahmen 1979 diplomatische Beziehungen auf. 1994 wurden dieser erneuert. Die polnische Botschaft in Rom nimmt die Interessen Polens in San Marino wahr. Die san-marinesischen Interessen in Polen werden von der italienischen Botschaft in Warschau vertreten. 